# Meles meles milleri
Meles meles milleri es una subespecie de  mamíferos carnívoros  de la familia Mustelidae,  subfamilia Mustelinae.

## Distribución geográfica
Se encuentra en Europa: suroeste de Noruega.